# 허 효남
허 효남(許 孝男)은 허나라의 남작이다. 허남 백봉의 아들이다.
| 전임 아버지 백봉 | 허나라의 군주 ? ~ ? | 후임 아들 정남 |